# Бабеевское сельское поселение
Бабеевское се́льское поселе́ние — муниципальное образование в Темниковском районе Мордовии Российской Федерации.
Административный центр — село Бабеево.

## История
Образовано в 2005 году в границах сельсовета.
Законом Республики Мордовия от 15 июня 2010 года, Польско-Цибаевское сельское поселение и одноимённый ему сельсовет были упразднены (населённые пункты были включены в Кушкинское сельское поселение и одноимённый ему сельсовет).
Законом Республики Мордовия от 15 июня 2015 года, Кондровское сельское поселение и одноимённый ему сельсовет были упразднены (населённые пункты были включены в Подгорно-Канаковское сельское поселение и одноимённый ему сельсовет).
Законом от 19 мая 2020 года, в июне 2020 года были упразднены Кушкинское и Подгорно-Конаковское сельские поселения и одноимённые им сельсоветы (населённые пункты включены в Бабеевское сельское поселение и одноимённый ему сельсовет).

## Население
| 2002 | 2010 | 2012 | 2013 | 2014  | 2015 | 2016 |
| ---- | ---- | ---- | ---- | ----- | ---- | ---- |
| 500  | ↘385 | ↘356 | ↘355 | ↗800  | ↘758 | ↘728 |
| 2017 | 2018 | 2019 | 2020 | 2021  |      |      |
| ↘712 | ↘699 | ↘683 | ↘652 | ↗1346 |      |      |

## Состав сельского поселения
| №  | Населённый пункт   | Тип населённого пункта | Население |
| -- | ------------------ | ---------------------- | --------- |
| 1  | Алкаево            | деревня                | ↘32       |
| 2  | Бабеево            | село                   | ↘236      |
| 3  | Весёлый            | посёлок                | ↘41       |
| 4  | Высокое            | деревня                | ↘30       |
| 5  | Ивановка           | деревня                | ↘39       |
| 6  | Кицаевка           | посёлок                | ↘9        |
| 7  | Кондровка          | село                   | ↘185      |
| 8  | Кочемасово         | деревня                | ↘1        |
| 9  | Кушки              | село                   | ↘317      |
| 10 | Лаврентьево        | село                   | ↘105      |
| 11 | Лесное Ардашево    | село                   | ↘144      |
| 12 | Лесное Кичатово    | деревня                | ↘10       |
| 13 | Лесное Плуксово    | деревня                | ↘8        |
| 14 | Лесное Цибаево     | село                   | ↘131      |
| 15 | Лесные Сиялы       | деревня                | ↘57       |
| 16 | Максима Горького   | посёлок                | ↘3        |
| 17 | Малиновка          | посёлок                | ↘1        |
| 18 | Николаевка         | деревня                | ↘7        |
| 19 | Новый Шукстелим    | деревня                | ↘23       |
| 20 | Оброчное           | посёлок                | ↘25       |
| 21 | Песочное Канаково  | деревня                | ↘113      |
| 22 | Плосское           | посёлок                | ↘105      |
| 23 | Подгорное Канаково | село                   | ↘340      |
| 24 | Подгорные Селищи   | деревня                | ↘26       |
| 25 | Польское Ардашево  | деревня                | ↘107      |
| 26 | Польское Цибаево   | село                   | ↘75       |
| 27 | Старый Шукстелим   | деревня                | ↘32       |
| 28 | Третьяково         | деревня                | ↘28       |
| 29 | Шайгуши            | посёлок                | ↘14       |
| 30 | Шумиловка          | посёлок                | ↗7        |